# 母酒
母酒（モジュ、朝鮮語：모주）は酒を濾して残った酒粕に水を混ぜて白っぽく濁った濃いどぶろくである。全州地域の母酒はどぶろくにショウガ、ナツメ、ウラルカンゾウ、オタネニンジン、クズなど8種の漢方薬を入れて沸騰して量が半分程度になってアルコールがなくなったらシナモンを入れて飲む迎え酒である。アルコール度数は1％未満である。